# Fadimatou Iyawa Ousmanou
Fadimatou Iyawa Ousmanou, née le 21 juillet 1992 est une entrepreneure, ingénieure en informatique et présidente de Conseil national de la Jeunesse du Cameroun, est originaire du grang Nord du Cameroun.

## Biographie

### Enfance, études et débuts
À l’âge de 16 ans, Fadimatou Iyawa Ousmanou obtient son baccalauréat scientifique et quitte le lycée avec plein d’ambitions. Et pour respecter sa propre assertion, elle a travaillé dur pour atteindre tous ses objectifs. En 2010, elle débute son parcours académique à l’Institut universitaire de technologie (IUT) à Douala où elle obtient une licence en Génie logiciel. Fadimatou est titulaire de l’International Honor Diploma in Business Administration obtenu à Cambridge Institut of Professional Training. Après ces deux licences, elle se lance dans un master Télécoms et réseau à l’IFTIC Sup de Yaoundé et parallèlement elle fait un autre master en Systèmes d’information option génie logiciel au MIT de Dakar.

### Carrière
En tant qu'entrepreneuse, Fadimatou a fondé Expert Tracking, une organisation axée sur des solutions innovantes pour les télécommunications et l'ingénierie des réseaux. Elle est également la présidente de l'ONG YUMMEN, dédiée à l'autonomisation des jeunes et aux initiatives pour la paix. Son expertise professionnelle couvre l'ingénierie, la consultation et le leadership, avec une expérience dans la gestion de projet, les relations publiques, et les systèmes d'information. En tant qu'avocate de la Charte de la jeunesse de l'Union africaine, elle a contribué à "Africa Youth Front on Coronavirus." Son engagement envers la cybersécurité, l'égalité des sexes et l'intégration régionale lui a valu des distinctions, comme le titre de Chevalier de l'Ordre du Mérite du Cameroun. Fadimatou parle couramment l'anglais, le français et l'arabe. En dehors de son travail, Fadimatou est profondément impliquée dans des activités associatives, servant comme ambassadrice de l'Organisation islamique mondiale pour l'éducation, la science et la culture (ICESCO). Par ailleurs Fadimatou est membre du bureau exécutif du programme américain Young African Leader Initiative à Dakar (Yali), membre et point focal du Réseau des jeunes pour l’émergence de l’Afrique (RJEA), présidente de l’association « Ioummen » (Levons-nous en langue foufouldé), présidente de l’association Enfance sans frontière qui traite avec les jeunes dans le milieu carcéral, dans les camps des réfugiés, dans l’armée entre autres et fait partie du Forum des jeunes entrepreneurs et chefs d’entreprises d’Afrique.